# Punakwartelsnip
De punakwartelsnip (Thinocorus orbignyianus) is een vogel uit de familie Thinocoridae (Kwartelsnippen).

## Verspreiding en leefgebied
Deze soort komt voor van Peru tot zuidelijk Chili en Argentinië en telt twee ondersoorten:
- T. o. ingae: van noordelijk Peru tot noordelijk Chili en noordwestelijk Argentinië.
- T. o. orbignyianus: van het noordelijke deel van Centraal-Chili en het westelijk deel van Centraal-Argentinië tot Vuurland.

## Status
De grootte van de populatie wordt geschat op 10-25 duizend vogels. Op de Rode lijst van de IUCN heeft deze soort de status niet bedreigd.